# 最上川カントリークラブ
最上川カントリークラブ（もがみがわカントリークラブ）は、山形県酒田市にあるゴルフ場である。

## 概要
最上川の河川敷に整備されたゴルフ場である。最上川と京田川に挟まれている。また、最上川の河口に近い。周辺には住宅地もあり、比較的に街の中に位置する。

## 営業期間
冬季は営業を休止している。

## アクセス
- 車
  - JR羽越本線・酒田駅より10分[1]。

## 周辺
- 出羽大橋（国道112号）
- 飯森山公園
- 最上川下流緑地
- 酒田市立宮野浦小学校